# در جنگل
در جنگل (انگلیسی: In the Woods) یک رمان مهیج معمایی نوشتهٔ تانا فرنچ است که در سال ۲۰۰۷ منتشر شد.